# Чемпионат Синт-Мартена по шоссейному велоспорту
Чемпионат Синт-Мартена по шоссейному велоспорту — национальный чемпионат Синт-Мартена по шоссейному велоспорту, проводимый Федерацией велоспорта Синт-Мартена с 2021 года. За победу в дисциплинах присуждалась майка в цветах национального флага (на илл.).

## История
В первые чемпионат Синт-Мартена прошёл в 2021 году спустя 11 лет после конституционной реформы в результате которой Нидерландские Антильские острова, входившие в состав Королевство Нидерландов, прекратили существование, а на их месте образовалось в том числе новое независимое государство Синт-Мартен.
Чемпионат является открытым, то есть в нём могут выступать гонщики из разных стран, но титул чемпиона оспаривают только представители Нидерландов. Проводится в нескольких категориях.
Несмотря на присутствие иностранных гонщиков первые чемпионаты были малопредставительными, а местных гонщиков не всегда набиралось чтобы разыграть все призовые места на подиуме.

## Призёры

### Мужчины. Групповая гонка.
| Год  | Победитель    | Второй       | Третий |
| ---- | ------------- | ------------ | ------ |
| 2021 | Марк Мейдуэлл | Дин Ходж     |        |
| 2022 | Марк Мейдуэлл | Аделали Ходж |        |
| 2023 |               |              |        |

### Мужчины. Индивидуальная гонка.
| Год  | Победитель    | Второй        | Третий       |
| ---- | ------------- | ------------- | ------------ |
| 2021 | Дин Ходж      | Марк Мейдуэлл | Карл Спийкер |
| 2022 | Марк Мейдуэлл |               |              |
| 2023 |               |               |              |

### Женщины. Групповая гонка.
| Год  | Победитель      | Второй | Третий |
| ---- | --------------- | ------ | ------ |
| 2021 | Сьюзан Писционе |        |        |
| 2022 | Сьюзан Писционе |        |        |
| 2023 |                 |        |        |

### Женщины. Индивидуальная гонка.
| Год  | Победитель      | Второй          | Третий |
| ---- | --------------- | --------------- | ------ |
| 2021 | Николь Эрато    | Сьюзан Писционе |        |
| 2022 | Сьюзан Писционе |                 |        |
| 2023 |                 |                 |        |